# Quietrevolution
L'aerogeneratore Quietrevolution è un tipo di turbina a vento elicoidale ad asse verticale (VAWT). Il disegno a elica lo rende molto simile alla Gorlov helical turbine; entrambi sono un'evoluzione dell'aerogeneratore Darrieus. Questo modello ha vinto alcuni premi, tra questi il "Sustainable Innovation Award" del 2006. Esistono proposte per usare la turbina in vari progetti a New York e Shanghai.

## Caratteristiche
La turbina dispone di tre pale verticali con profilo alare, ognuna con un'inclinazione della pala sulla circonferenza di 60 gradi (ad elica). Questa forma permette di distribuire il momento torcente in modo uniforme sull'intero giro, prevenendo così le pulsazioni distruttive che si hanno nel "giromill" a pale verticali (turbina Darrieus). Durante il giro, il vento spinge ogni pala sia quando è controvento sia quando è sottovento.
La turbina QR5 è dichiarata come capace di 6 kW, ha un diametro di 3,0 m e un'altezza di 5 metri; viene sviluppato un modello da 2,5 kW.

## Voci correlate

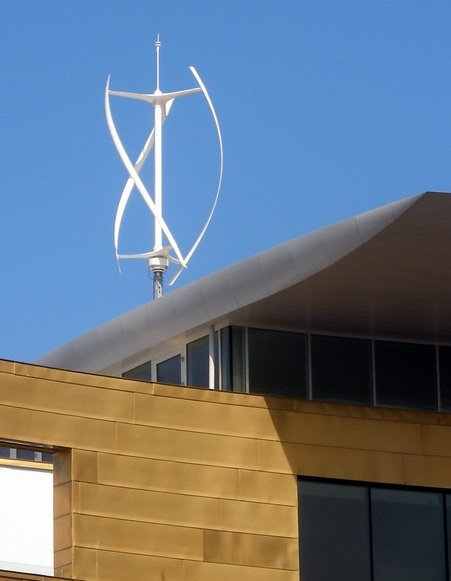
Turbina Quietrevolution a Bristol, (UK).